# Eustrotia sugii
Eustrotia sugii là một loài bướm đêm trong họ Noctuidae.